# Протопопівка (Ямпільський район)
Протопо́півка — колишнє село в Україні, Сумській області, Ямпільському районі.
Було підпорядковане Микитівській сільській раді.
Час зникнення села невідомий.

## Географія
Село знаходилося на лівому березі річки Свіса, вище по течії примикає село Гирине, за 1,5 км нижче по течії — Микитівка.